# Radikal 138
Radikal 138 mit der Bedeutung „ehrlich, aufrecht“ sowie „Grenze“ ist eines von 29 der 214 traditionellen Radikale der chinesischen Schrift, die mit sechs Strichen geschrieben werden.
Mit drei Zeichenverbindungen in Mathews’ Chinese-English Dictionary gibt es nur sehr wenige Schriftzeichen, die unter diesem Radikal im Lexikon zu finden sind. In dem 40.000 Zeichen umfassenden Kangxi-Wörterbuch ist es gar das – mit lediglich fünf Schriftzeichen – seltenste aller Radikale.
Radikal „aufrecht“ nimmt nur in der Langzeichen-Liste traditioneller Radikale, die aus 214 Radikalen besteht, die 138. Position ein. In modernen Kurzzeichen-Wörterbüchern kann es sich an ganz anderer Stelle finden. Im Neuen chinesisch-deutschen Wörterbuch aus der Volksrepublik China steht es zum Beispiel an 184. Stelle.
Das Schriftzeichen leitet sich vermutlich von einer Zeichnung von Beinen her, die nach rechts weisen, während das Auge nach links blickt. Daraus schließen einige Gelehrte die Grundbedeutung „vermeiden“.
艮 ist das siebente der acht Trigramme des Buchs der Wandlungen, Yijing (易经) aus je drei übereinanderliegenden durchgehenden und unterbrochenen Strichen, die dann Sinnbilder sind für Himmel, Erde, Donner, Wind, Feuer, Berge, Sumpf und Seen. 艮 (gen)  bedeutet hier „Berge“.
Das entsprechende Hexagramm 52  bedeutet „Stillehalten“.
In alten Texten nimmt 艮 die Bedeutung von „fest, stehen bleiben, schwierig“ an. In zusammengesetzten Zeichen tritt es vor allem als Lautträger auf wie in 哏 (= komisch), 茛 (= Hahnenfuß), 恳 (= ehrlich, mit 心 Herz unten), 垦 (= urbar machen), mit 土 (= Erde unten), 痕 (= Narbe), 很 (= sehr), 狠 (= brutal), 恨 (= hassen, mit 心 Herz links). In leicht abgewandelter Form tritt 艮 in linker Position im Zeichen auf, zum Beispiel in 即 (= sobald), 既 (= bereits).
Nicht zu verwechseln ist 良 (= gut) mit Radikal 184 食 (= Nahrung), das sich aus einer anderen Ur-Form ableitet und auch in seiner Variante in linker Zeichenposition derjenigen von 艮 ähnelt: 郎 (= alter Beamtentitel) oder 朗 (= hell, klar).
Auch in einigen zusammengesetzten Formen macht nur der kleine Strich oben den großen Unterschied: 踉 (= springen) aber 跟 (= Ferse) und 茛 (= Hahnenfuß) aber 莨 (= Bilsenkraut).

## Schriftzeichenverbindungen, die vom Radikal 138 regiert werden
| Striche | Zeichen |
| ------- | ------- |
| +0      | 艮      |
| +01     | 良      |
| +02     | 艰      |
| +11     | 艱      |

 Im Unicodeblock Kangxi-Radikale ist das Radikal 138 unter der Codepointnummer 12.169 (U+2F89) codiert.